# Polígono de sal

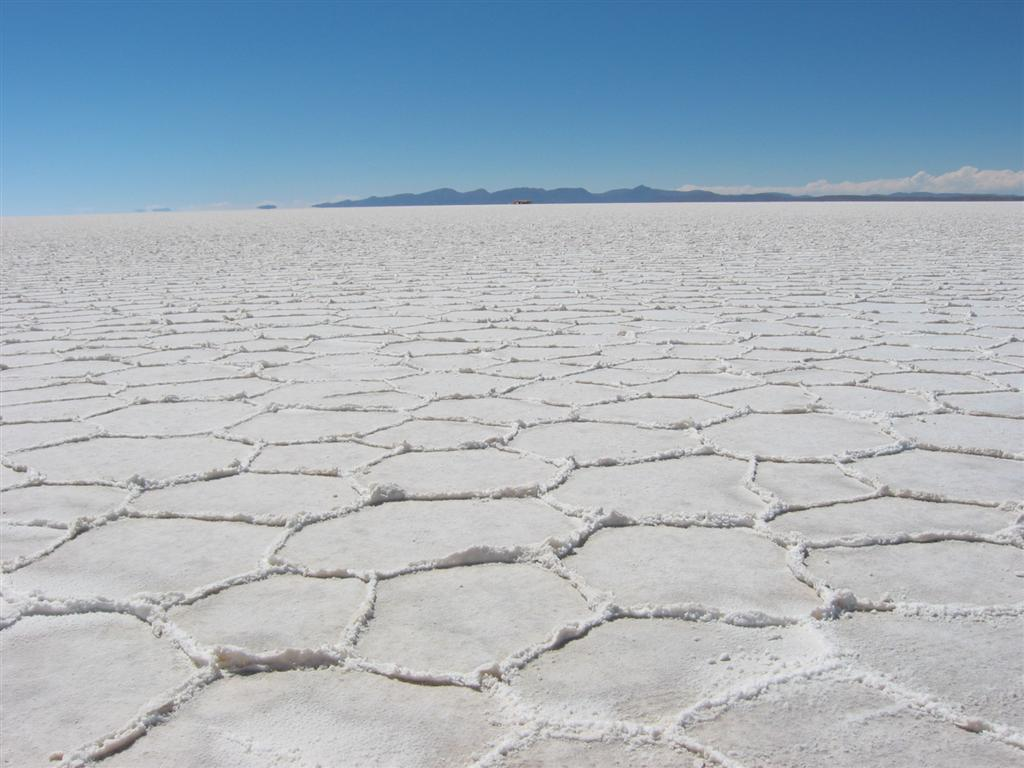
Polígonos de sal en el salar de Uyuni, sudoeste de Bolivia.

Un polígono de sal es una costra de sal de fondo plano y borde poligonal, que se encuentran como suelo en algunos desiertos de sal. Unidos, los polígonos forman un pavimento natural en el desierto. Una condición esencial para su formación es que exista un balance hídrico negativo en el lugar, perdiéndose más agua por evaporación que la que llueve o llega por otros medios.
Estas tierras se encuentran en diversas regiones del mundo, en particular en el salar de Uyuni (departamento de Potosí, Bolivia), el Chott el Djerid (gobernaciones de Kebili y Tozeur, Túnez), la cuenca de Badwater (California, Estados Unidos), el desierto de Kavir (provincias de Jorasán, Semnán, Isfahán y Yazd, Irán) y la cuenca de Qaidam (Qinghai, China).
Los primeros modelos científicos que intentan explicar la formación de polígonos de sal en detalle datan de 1963. Un estudio de 2023 señala que los polígonos se forman por convección y advección de salmuera, siendo las orillas de los polígonos sitios de sumergimiento y de precipitación de sal, lo que levantaria el borde los polígonos. Existen mediciones que indican que la salinidad de la salmuera es mayor cerca de la superficie del polígono y que es aún más salada si también se está cerca del borde del polígono.
Los polígonos de sal son una de varias expresiones de suelo modelizado como también lo son los polígonos formados por cuñas de hielo y los círculos de hadas.